# Fibrac
Fibrac war ein brasilianischer Hersteller von Automobilen.

## Unternehmensgeschichte
Das Unternehmen wurde in der zweiten Hälfte der 1980er Jahre in Valente gegründet. Die Produktion von Automobilen begann. Der Markenname lautete Valente. Etwa 1990 zog das Unternehmen nach Salvador. 1996 endete die Produktion.

## Fahrzeuge
Im Angebot standen VW-Buggies. Die offene Karosserie aus Fiberglas bot Platz für vier Personen. Hinter den vorderen Sitzen war eine Überrollvorrichtung. Eckige Scheinwerfer waren in die Fahrzeugfront integriert. Ein Heckmotor trieb die Hinterräder an.